# ACD
ACD (англ. Average Call Duration, средняя продолжительность вызова) — статистический параметр АТС, коммутатора телефонии (или софтсвича в IP-телефонии), показывающий среднюю продолжительность вызовов на том или ином направлении. Значение ACD, обычно вычисляется на основе данных из подробной записи о вызове (CDR). Нередко ACD используется компаниями-операторами для оценки спроса на направления, а также косвенно, для определения качества связи конкретного направления. Например, если на определённом направлении среднестатистическое значение ACD падает, это может означать, что звонящим абонентам не нравится качество связи.
Современная терминология предполагает, что ACD — automatic call distribution — базовый функционал приложений колл-центра, отвечающий за распределение входящего трафика, либо исходящего трафика в режиме автодозвона между операторами колл-центра.
При этом длительность разговора обозначается как ATT — average talk time.